# Franciszek Kazimierz Kondrat
Franciszek Kazimierz Kondrat (ur. 20 lutego?/4 marca 1891 w Nowogrodzie Wielkim, zm. 6 czerwca 1932 w Warszawie) – podpułkownik artylerii Wojska Polskiego, kawaler Orderu Virtuti Militari. 

## Życiorys
Jego rodzicami byli Aleksander Kondrat i Katarzyna Konstancja z domu Sejfert urodzona 11 kwietnia 1860. Wychowywał się z dwoma braćmi i siostrą. W Nowogrodzie uczęszczał do gimnazjum humanistycznego w którym ukończył 8 klas, a w 1909 zdał egzamin dojrzałości. Zanim wstąpił do Wojska Polskiego od 12 października 1909 do 3 grudnia 1918 służył w armii rosyjskiej. 
3 grudnia 1918 major Franciszek Kondrat wstąpił do Wojska Polskiego. Początkowo służył od 3 grudnia 1918 do 5 stycznia 1919 w Departamencie Artylerii MSWojsk. na stanowisku naczelnika Wydziału Broni Ręcznej sekcji zaopatrzenia, a następnie od 16 stycznia 1919 do 15 kwietnia 1919 był zastępcą zarządzającego zakładami w składach artyleryjskich Twierdzy Modlin. 15 września 1919 w Rembertowie ukończył szkołę artyleryjską, a następnie otrzymał przydział do I dyonu 7 pap Armii gen. Hallera w którym służył na stanowisku dowódcy dywizjonu od 16 września 1919 do 30 października 1919, a po przemianowaniu go na 18 pułk artylerii polowej odbył w jego szeregach całą kampanię wojenną od 1919 do 1920.

Był wielokrotnie przedstawiany za okres walk z Rosją Sowiecką do najwyższych odznaczeń wojskowych. W Julianpolu w dniu 6 maja 1920 został postawiony wniosek o odznaczenie mjr. Franciszka Kondrata, który był wówczas dowódcą I/18 pap Krzyżem Złotym Orderu Virtuti Militari w myśl Uchwały Kapituły Tymczasowej z 23 stycznia 1920 pod którym podpisał się jego ówczesny przełożony ppłk szt. gen. Marian Kukiel. Szczegółowy opis czynów brzmiał:

„Jako dowódca artylerii kolumny ppłk Kukiela w akcji pościgowej 3 maja 1920 major Kondrat znajdował się stale przy straży przedniej, wysuwając się naprzód w ogniu nieprzyjacielskim dla rozpoznania, przyczem śmiałem podciąganiem baterii i szybkością decyzji co do ich użycia przyczynił się do błyskawicznego zwalczenia oporu bolszewików i zadania im ciężkiej porażki”.

 I dywizjon 18 pap. podczas wyprawy na Kijów współdziałał z 51 pułkiem strzelców kresowych. Pod wnioskiem podpisali się ppłk Mieczysław  Linde, który wówczas dowodził XXIV Brygadą Piechoty: „Wniosek popieram, jednak na Krzyż srebrny V klasy”, płk Marian Januszajtis dowodzący wówczas 12 Dywizją Piechoty „Popieram. Januszajtis krzyż V kl.” i dowódca 6 Armii gen. Wacław Iwaszkiewicz – „Wniosek na odznaczenie orderem „Virtuti Militari” V klasy popieram”.

Po bitwie nad Wkrą został postawiony kolejny wniosek o odznaczenie Orderem Virtuti Militari a dotyczący walk 18 DP pod Brodami. Oświadczenie świadków ppłk Włodzimierza Rachmistruka dowodzącego wówczas XXXVI Brygadą Piechoty oraz kpt. Stanisława Trzebuni, który był wówczas adiutantem 145 pułku piechoty, dotyczące odznaczenia Srebrnym Krzyżem Virtuti Militari V klasy mjr. Kondrata brzmiało:

„Dnia 25 lipca podczas odwrotu 18 Dyw. Piech., która przebijała się z Brodów kierował osobiście strażą tylną i umiejętnem prowadzeniem ognia artyleryjskiej przyczynił się w znacznej mierze do pomyślnej akcji odwrotowej. Dnia 19 lipca pod Ojżynem [Ojrzynem], kiedy niespodziany kontratak nieprzyjaciela wyparł własną piechotę z pozycji i zmusił ją do odwrotu mjr Kondrat kieruje nie tylko ogniem artylerii, ale prowadzi również rozproszoną piechotę z powrotem do ataku i odzyskuje z powrotem utracone pozycje”.

3 kwietnia 1921 w Pińsku przez dowódcę 18 Brygady Artylerii płk. Stanisława Ostrowskiego został postawiony kolejny wniosek o odznaczenie mjr. Franciszka Kondrata Orderem Virtuti Militari V klasy. Szczegółowy opis czynów brzmiał:

„Mjr KONDRAT Franciszek od zawiązania się 18 pap. pełnił stale w nim służbę jako Dca pułku następnie I-go Dyonu. Wybił się swoją działalnością jak i organizacją, energiczny, sprawiedliwy i nadzwyczaj obowiązkowy oficer. Szczególnie odznaczył się jako dowódca 1/18 pap dzielnem kierownictwem i osobistą odwagą podczas walk 19 Dyw. Piech. z konną armii Budjennego, w bitwie pod Ojżynem [Ojrzynem] i w walkach w rejonie Pińska. 1/18 pap. był jednym z najlepszych oddziałów 18 Bryg. Artyl. Najcięższe zadania, jakie mu poruczane [były] wykonywane z brawurową postawą i prawdziwem bohaterstwem, a zawsze z jak najlepszym rezultatem. Zasługa to w wielkiej mierze mjr. KONDRATA. Osobiście odznaczył się mjr KONDRAT w bitwie pod Chorupaniem dnia 19-go lipca [1920 r.] przy odpieraniu ataku kawalerii bolszewickiej podczas której w najsilniejszym ogniu kierował ogniem 2-ej i 3-ej baterii. 25 lipca podczas odwrotu 18 Dyw. Piech., która przebijała się z Brodów kierował osobiście strażą tylną i umiejętnem prowadzeniem ognia artyleryjskiego przyczynił się w znacznej mierze do pomyślnej akcji odwrotowej. Dnia 19 lipca pod Ojżynem [Ojrzynem], kiedy niespodziewany kontratak nieprzyjaciela wyparł własną piechotę z pozycji i zmusił ją do odwrotu, mjr KONDRAT kieruje nie tylko ogniem artylerii, ale prowadzi również rozproszoną piechotę z powrotem do ataku i odzyskuje z powrotem utracone  pozycje”.

 Płk Stanisław Ostrowski w opinii przełożonych napisał: „Bardzo odważny i dzielny oficer i d-ca dyonu. Wedle swej działalności i podanych czynów uprasza się o odznaczenie orderem „Virtuti Militari” V kl. 4.IV.1921”. Dowódca 18 DP gen. Franciszek Krajowski poniżej napisał: „Osobiście dzielny i bardzo odważny oficer. Wniosek o odznaczenie orderem Virtuti Militari IV klasy popieram. 19 IV 1921”. Wniosek poparł także gen. Leonard Skierski „Wniosek popieram. 23 kwietnia 1921”.

30 października 1921 w Łomży dowódca 18 Brygady Artylerii i jednocześnie 18 pap. ppłk Stanisław Rohoziński postawił kolejny wniosek o odznaczenie Orderem Virtuti Militari. Szczegółowy opis czynów w tym wypadku brzmiał:

„Major Kondrat d-ca I. Dyonu, przez cały czas odwrotu i następnie podczas ostatniej kontrofensywy od 14 VII do 22 X 1920 dowodzi (wz.) pułkiem. Niejednokrotnie odznaczył się nadzwyczajną odwagą i zimną krwią, jako też szybką orientacją w najcięższych chwilach, skutkiem czego baterie dyonu lub też całego pułku zawsze na czas zaszczytnie wywiązały się ze swego zadania. Jako przykład mogą służyć walki w dniu 2 X 1921 r. pod Łunińcem i Łuninem, kiedy to major Kondrat będąc w straży przedniej, zorientowawszy się w sytuacji zaszarżował na nieprzyjacielski K.M. i zdobywszy go, zdążył jeszcze zadysponować bateriami swego Dyonu, skutkiem czego wieś Łunino [Łunin] została szybko zdobyta, mimo silnego oporu ze strony nieprzyjaciela. Następnie kiedy przy dalszym marszu na Łuniniec tegoż samego dnia major Kondrat ponownie znajdował się w straży przedniej, dysponując baterią 2-gą i osobiście jej ogniem kierując w chwili, kiedy sytuacja stała się bardzo groźną (kontratakiem przeważających sił nieprzyjaciela), skutecznym ogniem powstrzymał atak nieprzyjaciela i dał własnej piechocie możność przejścia do ataku i zdobycia Łunińca. Za walki pod Łunińcem i Łuninem I Dyon otrzymał za swoją skuteczną działalność pochwalne uznanie w rozkazie 36. Brygady Piechoty”.

 Wniosek poparli ppłk Stanisław Rohoziński (31 X), płk Stanisław Ostrowski (31 X), gen. por. Franciszek Krajowski (9 XI) i gen. por. Leonard Skierski (25 XI 1921). Ostatecznie mjr Franciszek Kondrat był uprawniony do noszenia odznaki Orderu Virtuti Militari V klasy nadanego mu przez Naczelnego Wodza.

Franciszek Kondrat otrzymał także Krzyż Walecznych. We wniosku z 9 października 1920 dotyczącym tego odznaczenia w opisie czynów dotyczących walk pod Łuninem czytamy z kolei:

„Dnia 2 października 1920 r. przy ataku 145 pp. na wieś Łunino [Łunin], która była silnie broniona przez bolszewików usłyszał, iż z lewej strony wsi strzela karabin maszynowy nieprzyjaciela i przeszkadza jedne z kompanii przesunąć się naprzód; z dwoma swemi wywiadowcami osobiście szarżował na nieprzyjacielski karabin maszynowy, zdobył go wraz z wozami i koniem, po drodze wychwytując szable u jednego z ułanów łącznikowych, zarąbał 2 bolszewików uciekających”.

 Wniosek poparli ppłk Rohoziński, płk Ostrowski i gen. Krajowski. F. Kondrat otrzymał ostatecznie Krzyż Walecznych na wniosek dowódcy 4 Armii gen. Leonarda Skierskiego rozkazem nr 3569/V pf. Dowództwa 4 Armii z 1 stycznia 1921. 
Mjr Franciszek Kondrat służył z przerwami po zakończeniu działań wojennych w 18 pap. do 1928. Z kursu dowódców dywizjonu Głównej Szkoły Artylerii i Inżynierii między 20 czerwca a 1 listopada 1922 otrzymał następującą opinię wykładowcy „Dobry oficer, średnich zdolności, pracowity i pilny. Teorie i regulamin zna dobrze. W terenie orientuje się dość dobrze. Nadaje się na d-ce dyonu i zastępcę d-cy pułku Ppłk Ładziński”. 12 kwietnia 1927 roku został mianowany podpułkownikiem ze starszeństwem z dniem 1 stycznia 1927 roku i 3. lokatą w korpusie oficerów artylerii. Od 10 stycznia do 30 marca 1927 był słuchaczem VII kursu wyszkolenia załóg pociągów pancernych w dywizjonie szkolnym pociągów pancernych w Jabłonnie. W maju 1927 został przeniesiony do 2 pułku artylerii polowej Legionów w Kielcach na stanowisko zastępcy dowódcy pułku. W marcu 1929 został przeniesiony macierzyście do kadry oficerów artylerii z równoczesnym przeniesieniem służbowym na stanowisko rejonowego inspektora koni w Postawach. W styczniu 1930 został zwolniony z zajmowanego stanowiska i oddany do dyspozycji dowódcy Okręgu Korpusu Nr III. Z dniem 30 kwietnia tego roku został przeniesiony w stan spoczynku.
Będąc emerytem zamieszkał razem z matką przy ulicy Fortowej w podwarszawskim Rembertowie. Nie był żonaty. Ppłk F.K. Kondrat zmarł w Warszawie 6 czerwca 1932 na gruźlicę kręgosłupa, mając zaledwie 41 lat. Został pochowany 9 czerwca 1932 na Cmentarzu Wojskowym na Powązkach (kwatera B17-8-6).

## Awanse
- podporucznik – 19 sierpnia 1910[1]
- porucznik – 19 sierpnia 1912
- podkapitan  – 19 sierpnia 1915
- kapitan – 10 stycznia 1917
- major – 7 listopada 1918
- podpułkownik – 1 stycznia 1927

## Ordery i odznaczenia
- Krzyż Srebrny Orderu Wojskowego Virtuti Militari (nr 5116)[1][14]
- Krzyż Walecznych
- Order św. Anny kl. 2
- Order św. Anny kl. 3
- Order św. Anny kl. 4
- Order św. Stanisława kl. 2
- Order św. Stanisława kl. 3
- Order Świętego Włodzimierza kl. 4